# 斯科特·戈登
斯科特·戈登（英語：Scott Gordon，1963年2月6日—），美国男子冰球运动员，场上位置是守门员。他曾代表美国国家队参加1992年冬季奥林匹克运动会冰球比赛，获得第四名。